# Comunità montana Media Valle Crati/Serre Cosentine
La Comunità montana Media Valle Crati/Serre Cosentine era una comunità montana calabrese, situata nella provincia di Cosenza. Con Legge Regionale n.25/2013 le Comunità Montane calabresi sono state soppresse e poste in liquidazione. Con delibera della Giunta Regionale n. 243 del 04/07/2013 sono stati nominati i Commissari liquidatori.
La sede della Comunità si trovava nella cittadina di Mendicino. Al momento della soppressione, la Comunità montana era il prodotto di comuni accorpati provenienti da ben tre diverse Comunità montane "Media Valle Crati", "Serre Cosentine" e "Appennino Paolano".
Della prima Comunità montana erano i comuni di San Benedetto Ullano, San Fili e San Vincenzo La Costa; della seconda Comunità montana sono i comuni di Carolei, Cerisano, Dipignano, Domanico, Marano Marchesato, Marano Principato, Mendicino e Paterno Calabro; della terza Comunità montana sono i comuni di Falconara Albanese e Longobardi.

## Geografia fisica
La Comunità Montana comprendeva 13 comuni che gravitano tra l'Appennino Paolano, la valle del fiume Crati e la fascia pedemontana delle "Serre Cosentine".
La superficie della Comunità Montana era pari a 240,19 km² mentre la sua popolazione era di poco superiore ai 40.000 abitanti.

## Comuni
| Stemma | Comune                | Popolazione (ab) | Superficie (km2) |
| ------ | --------------------- | ---------------- | ---------------- |
|        | San Benedetto Ullano  | 1.626            | 19 km²           |
|        | San Fili              | 2.785            | 20 km²           |
|        | San Vincenzo La Costa | 2.197            | 16 km²           |
|        | Carolei               | 3.521            | 15 km²           |
|        | Cerisano              | 3.291            | 15,19 km²        |
|        | Dipignano             | 4.508            | 23 km²           |
|        | Domanico              | 977              | 23 km²           |
|        | Marano Marchesato     | 3.519            | 5 km²            |
|        | Marano Principato     | 3.105            | 6 km²            |
|        | Mendicino             | 9.422            | 35 km²           |
|        | Paterno Calabro       | 1.361            | 26 km²           |
|        | Falconara Albanese    | 1.392            | 18 km²           |
|        | Longobardi            | 2.357            | 19 km²           |

## Galleria d'immagini

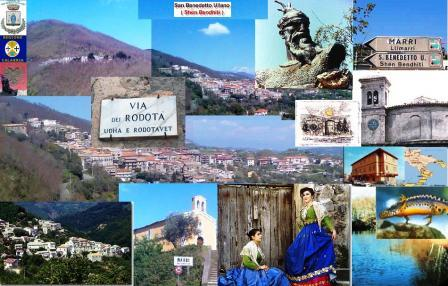
San Benedetto Ullano, collage di immagini
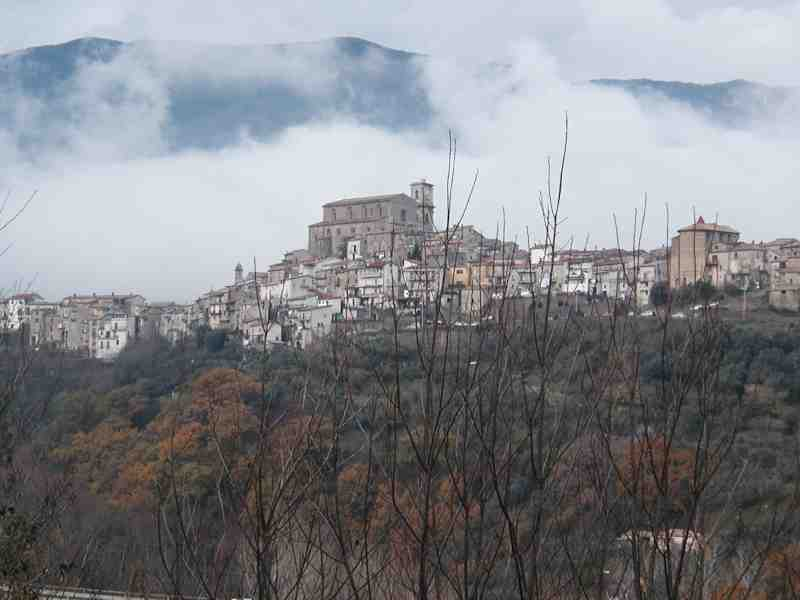
San Fili visto da Rende
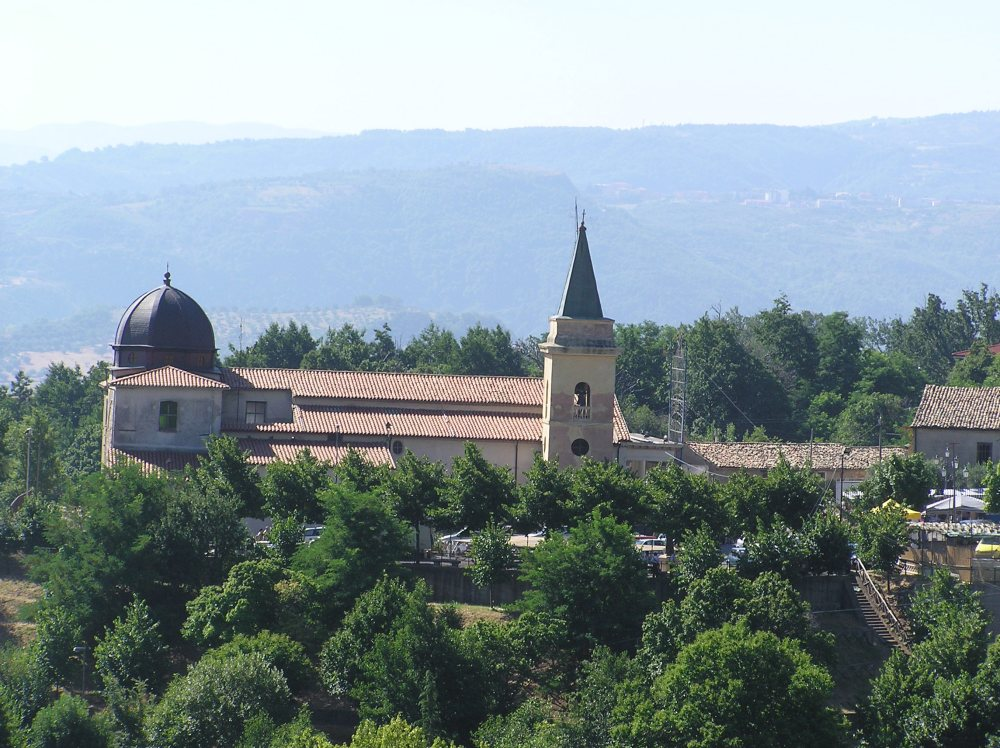
Marano Marchesato - La Chiesa della Madonna del Carmine
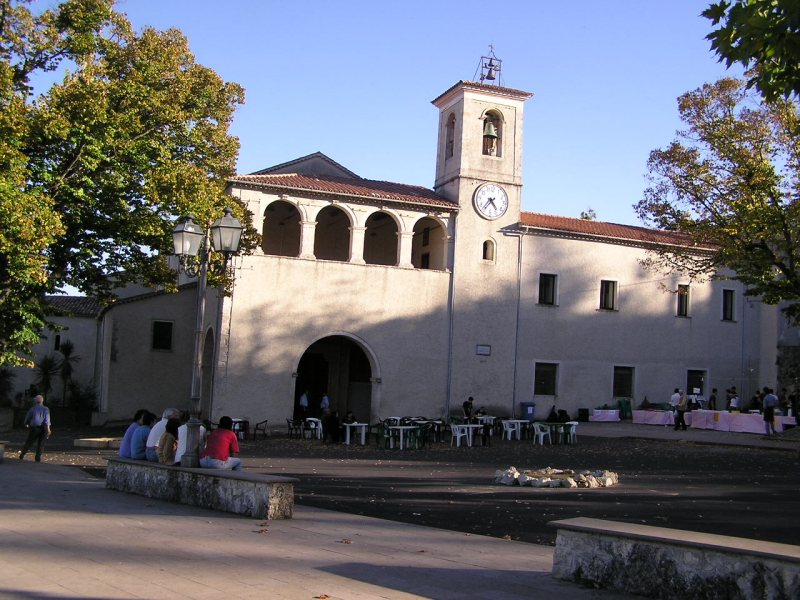
Santuario di San Francesco di Paola a Paterno Calabro
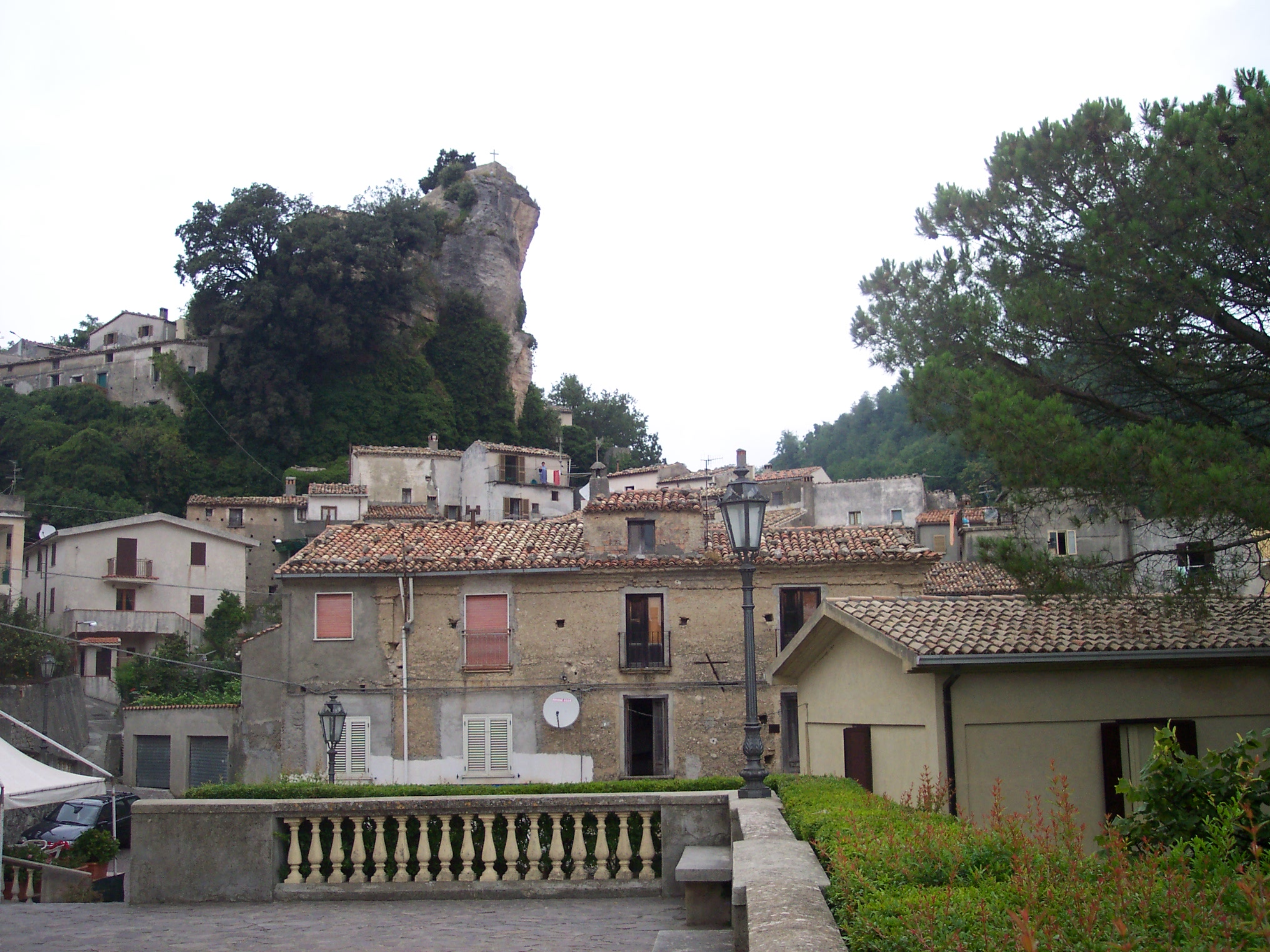
Falconara Albanese